# Monasterio de Cozia
El  Monasterio de Cozia fue erigido cerca de Călimănești por Mircea I de Valaquia en 1388, alberga su tumba y es uno de los monumentos más valiosos de arte medieval nacional y arquitectura en Rumanía.

## Historia
El nombre del monasterio proviene del idioma cumano y significa "nogal", de la palabra túrquica koz, que significa nuez. El nombre original del sitio era el equivalente rumano, Nucetul, pero en 1387, un documento de Mircea I utiliza el nombre actual.
El claustro fortificado data de la fecha de fundación (1388) y es el único de estilo bizantino preservado en Rumanía. Dos capillas están incorporadas al lado mirando hacia el río Olt y sus cúpulas bizantinas se reflejan en el agua, creando una de las vistas culturales más icónicas de Rumanía.
El aspecto de la iglesia fue modificado por Neagoe Basarab (1517), Şerban Cantacuzino y Constantin Brâncoveanu (1707), quién añadió una galería, una fuente nueva, una capilla y una torre de reloj, añadiendo a su arquitectura el 'estilo brâncovenesc'.
Los muros están decorados con rosetas de piedra, filas de estilo bizantino horizontales de ladrillo y piedra y los marcos verticales no tienen precedentes en la arquitectura valaca. El parecido con la iglesia de Lazarica indica que Mircea I contrató artistas serbios de la Escuela de Morava.
De gran valor es la iglesia de hospital, bolnița (1543), con frescos originales interiores bien preservados como el retrato votivo del gobernante Mircea I y sus hijos.
Cozia se pintó entre 1390 y 1391. Algunos de los frescos originales (1390) todavía se encuentran muy bien preservados.
La imagen de la iglesia del monasterio fue usada como sello rumano en 1968.

## Museo
Cozia presenta un museo de arte viejo: impresiones y manuscritos viejos, bordados y objetos de adoración.

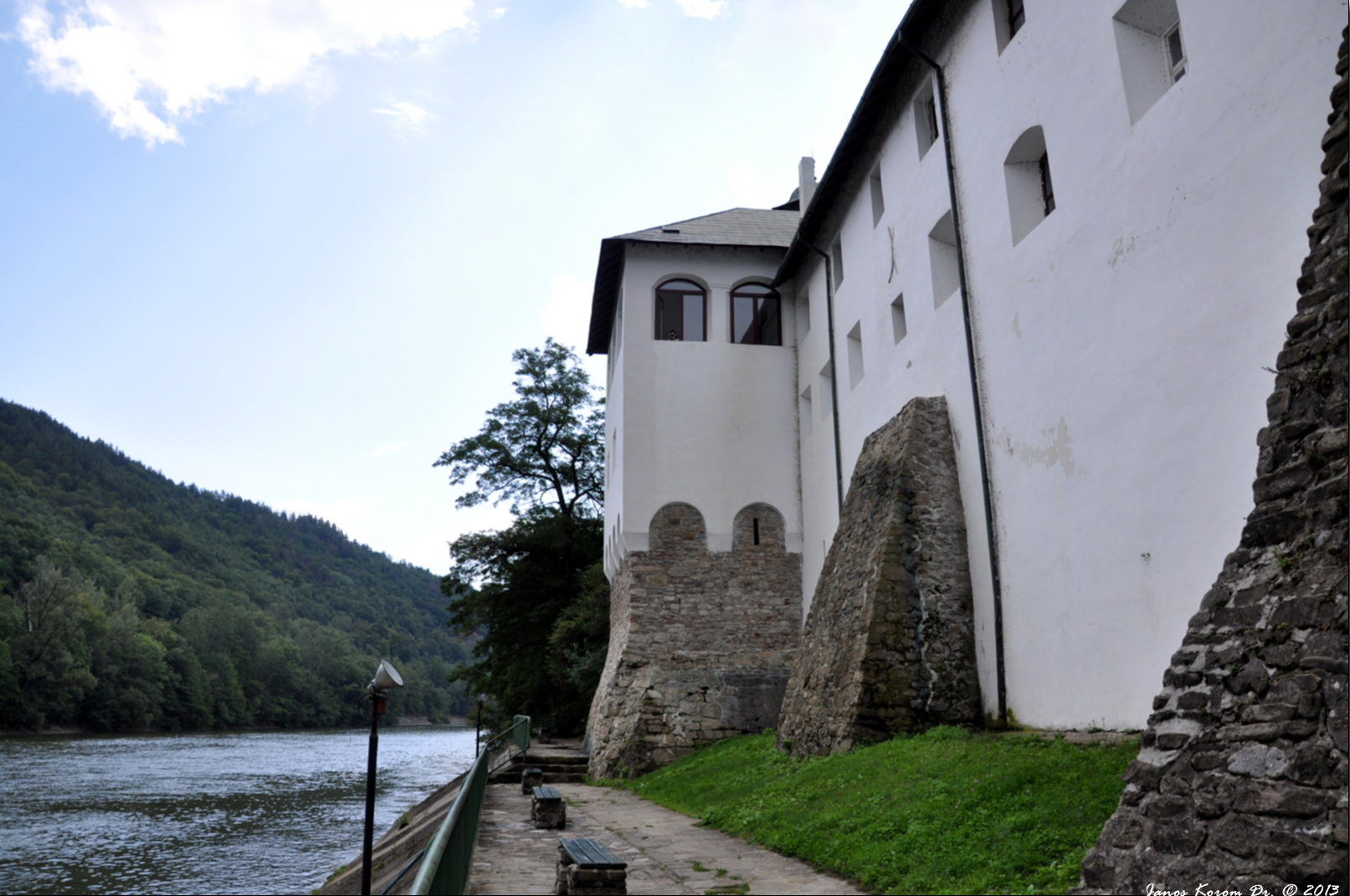
Muros del Monasterio de Cozia en la rivera del río Olt

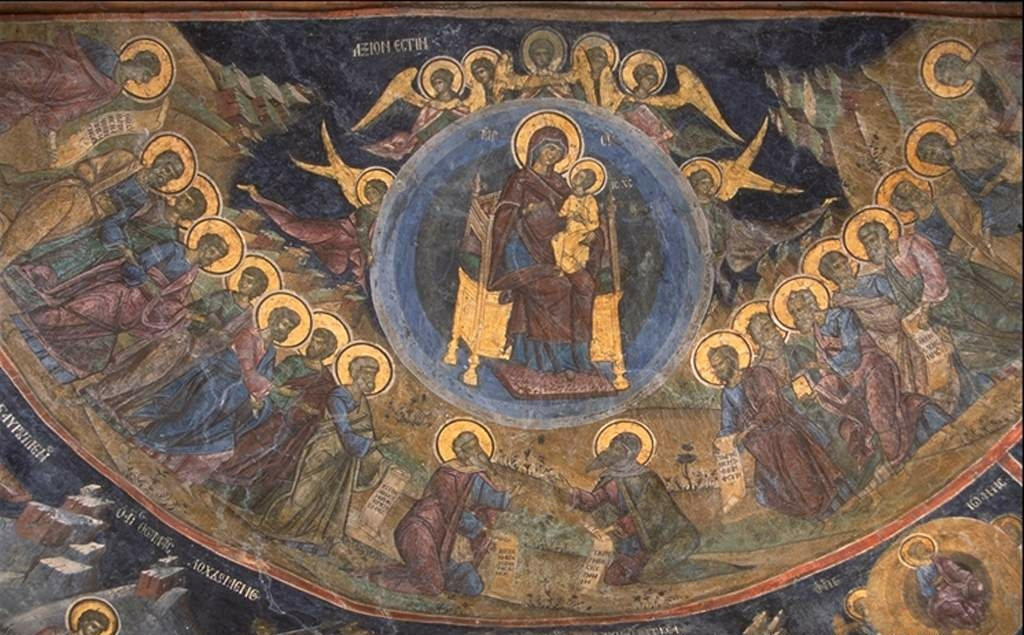
Pintura mural del Monasterio de Cozia

## Entierros
- Mircea I de Valaquia
- Carol I